# 275

## Úmrtí
- září/říjen – Aurelianus

## Hlavy států
- Papež – Eutychianus (275–283)
- Římská říše – Aurelianus (270–275), do září/října » Marcus Claudius Tacitus (275–276)
- Perská říše – Bahrám I. (273–276)
- Kušánská říše – Vásudéva II. (270–300)
- Arménie – Artavazd VI. (252–283)

Indie:
- Guptovská říše – Maharádža Šrí Gupta (240–280)
- Západní kšatrapové – Rudrasen II (256–278)